# Tres Caínes
Tres Caínes es una serie de televisión colombiana producida por RTI Televisión para RCN Televisión en 2013, basada en la historia de los hermanos paramilitares Carlos Castaño, Vicente Castaño y Fidel Castaño. Mezclada con testimonios de personas cercanas y elementos de ficción, es considerada como la historia nunca antes contada sobre los paramilitares y el conflicto armado interno en Colombia. 
Esta protagonizada por Julián Román, Elkin Díaz y Gregorio Pernía. Fue estrenada el 4 de marzo de 2013, y finalizó el 18 de junio del mismo año. Es la historia adaptada de los hermanos Castaño, basada en la investigación de su libretista, Gustavo Bolívar. Una semana después de su estreno, y siguiendo un movimiento de ciudadanos (más que todo a víctimas del paramilitarismo) en las redes sociales, que bajo el lema #noen3caines protestaban por considerar una explotación netamente comercial de la violencia,  tras esto alguna marca retiró su pauta publicitaria de la serie.

## Sinopsis
La familia Castaño Gil era una familia prospera de ganaderos donde cuyo hijo y hermano mayor, Fidel, ha logrado una gran fortuna. Los Castaño quedan marcados el día en que José Castaño, patriarca de la familia, es secuestrado y asesinado por la guerrilla, por la cual Carlos (hermano menor de la familia) sentía antes admiración. Desde ese momento los hermanos Fidel, Vicente y Carlos se  decidieron a acabar con la guerrilla y forman paulatinamente el más grande ejército de las autodefensas que terminó por acrecentar el conflicto armado que vive Colombia, pero cuyo eje de trama es la traición entre los tres hermanos que los tentó a querer matarse entre sí.

## Reparto
Algunos de los nombres reales de los personajes y sus alias fueron cambiados, aunque sí se mantuvo algún parecido entre el físico de los personajes y sus alias con las personas reales a las que interpretarían. En la siguiente tabla se muestran los nombres de los personajes y actores, además los nombres de las personas de la vida real a quienes representan en la serie. 

### Castaño y Familia
| Actor                | Papel                        | Personaje real                  |
| -------------------- | ---------------------------- | ------------------------------- |
| Julián Román         | Carlos Castaño               | Carlos Castaño                  |
| Daniel Rengifo       | Carlos Castaño (Joven)       | Carlos Castaño                  |
| Gregorio Pernía      | Fidel Castaño                | Fidel Castaño                   |
| Elkin Díaz           | Vicente Castaño              | Vicente Castaño                 |
| Luz Stella Luengas   | Flor Gil de Castaño          | Rosa Eva Gil Meneses de Castaño |
| Eileen Moreno        | Romualda Castaño             | Rumalda Castaño                 |
| Juliana Posso        | Delfina Castaño              | Adelfa Castaño                  |
| Mariana Córdoba      | Margarita Castaño            | Margarita Castaño               |
| Alex Gil             | Marcos Castaño               | Manuel Castaño                  |
| Alex Betancour       | Alberto Castaño              | Alberto Castaño                 |
| Adrián Jiménez       | Eugenio Castaño              | Eugenio Castaño                 |
| Kevin Bury           | Lucas Castaño                | Lucas Castaño                   |
| Luis Fernando Múnera | José Alberto Castaño         | Jesús Antonio Castaño González  |
| Jesús Forero         | José Alberto Castaño (Joven) | Jesús Antonio Castaño González  |
| Martha Osorio        | Luz Marina Gil               | Luz Marina Gil                  |
| Jenny Osorio         | Manuela Cuadrado             | María Margarita Meza            |
| Paula Estrada        | Clara de Castaño             | Paula Restrepo                  |
| Michell Orozco       | Laura Castaño                | Lina Castaño Restrepo           |
| Paulina Dávila       | Keni                         | Kenia Gómez Toro                |

### Miembros de las Autodefensas
| Actor              | Papel                | Personaje real                              |
| ------------------ | -------------------- | ------------------------------------------- |
| Francisco Bolívar  | Alias "Luciano"      | Jorge Iván Laverde "Iguano"                 |
| Nelson Camayo      | Alias "J2"           | Jhon Darío Henao Gil "H2"                   |
| Sebastián Mogollón | Alias "Monoleche"    | Jesús Ignacio Roldán Pérez "Monoleche"      |
| Sebastián Rendón   | Alias "Monoleche"    | Alias "Monoleche" (joven)                   |
| Santiago Prieto    | Alias "Monoleche"    | Alias "Monoleche" (niño)                    |
| Julio Correal      | Rodrigo "Doble Cero" | Carlos Mauricio García "Doble Cero"         |
| Margarita Reyes    | Tamara López         | Olga Escobar                                |
| Frank Beltrán      | Alias "JJ"           | Ever Veloza "HH"                            |
| Agmeth Escaf       | Salvatore Mancini    | Salvatore Mancuso                           |
| Hector Mejía       | Alias "El Alemán"    | Fredy Rendón Herrera "El Alemán"            |
| Carlos Velásquez   | Alias "Don Serna"    | Diego Fernando Murillo "Don Berna"          |
| Ricardo Vesga      | Gael Galeón          | Rafaél Galeano                              |
| Gastón Velandia    | Nestor Páez          | Ernesto Báez                                |
| Alberto Barrero    | Alias "Cordero"      | Carlos Mario Jiménez "Macaco"               |
| Harold Córdoba     | Ferney Peláez        | Henry Pérez                                 |
| Andrés Ogilvie     | Alias "Copetín"      | Rodolfo Ospina Baraya "Chapulín"            |
| Ulises González    | Alias "Gordolindo"   | Francisco Javier Zuluaga Lindo "Gordolindo" |
| Josué Bernal       | Alias "El Águila"    | Luis Eduardo Cifuentes "El Águila"          |
| Nacho Hijuelos     | Ramón Isaza          | Ramón Isaza                                 |
| Hernán Cabiativa   | Abel Olarte          | Ariel Otero                                 |
| Jorge Soto         | Miguel Arroyave      | Miguel Arroyave                             |
| Andrés Bolivar     | Alias "Paladar"      | Alias "Paladar"                             |

### Cartel de Medellín, familiares y sicarios
| Actor                | Papel                     | Personaje real                          |
| -------------------- | ------------------------- | --------------------------------------- |
| Juan Pablo Franco    | Pablo Escobar             | Pablo Escobar                           |
| Julio Pachón         | Gustavo Gaviria Rivero    | Gustavo Gaviria Rivero                  |
| Rodolfo Silva        | Gonzalo Rodríguez Mahecha | Gonzalo Rodríguez Gacha                 |
| Silvio David Plaza   | Alias "El Panda"          | Roberto Escobar Gaviria                 |
| Mauro Urquijo        | Eduardo Rocha             | Jorge Luis Ochoa                        |
| David Paez           | Alias "El Pití"           | Jhon Jairo Posada "El Tití"             |
| Freddy Ordóñez       | Alias "El Chupo"          | Mario Alberto Castaño Molina            |
| Carlos Manuel Vesga  | Hernán Darío Henao "HH"   | Hernán Darío Henao "HH"                 |
| Yesenia Valencia     | Isabel Henao de Escobar   | María Victoria Henao de Escobar         |
| Wilmer Cadavid       | Juan Carlos Escobar       | Juan Pablo Escobar                      |
| Alison García        | Mónica Escobar            | Manuela Escobar                         |
| Jorge Iván Rico      | Eduardo Galeón            | Fernando Galeano                        |
| Jaime Correa         | Mariano Moncada           | Gerardo Moncada                         |
| Sebastián Boscán     | Alias "Espinaco"          | Jhon Jairo Velásquez "Popeye"           |
| Dubán Prado          | Alias "Tizón"             | Brances Muñoz Mosquera                  |
| Carlos Alberto Mejía | Alias "Querubín"          | Alfonso León Puerta Muñoz "El angelito" |
| Julián Beltrán       | Marcos Fender             | Carlos Lehder                           |
| Morris Bravo         | Alias "Toto"              | Otoniel de Jesús González "Otto"        |
| Federico Rivera      | Alias "El anillo"         | Carlos Mario Alzate "El Arete"          |
| Cesar Serrano        | Alias "Buñuelo"           | Alias "Buñuelo"                         |

### Miembros del gobierno y prensa
| Actor                 | Papel                    | Personaje real               |
| --------------------- | ------------------------ | ---------------------------- |
| José Manuel Ospina    | Jairo García             | Jaime Garzón                 |
| Diego Camacho         | Enrique Sander           | Ernesto Samper Pizano        |
| Fernando Corredor     | Gustavo de Griffin       | Gustavo de Greiff            |
| Mario Ruiz            | Germán Giraldo           | Cesar Gaviria Trujillo       |
| Diana Parra           | Primera dama de Giraldo  | Ana Milena Muñoz de Gaviria  |
| Pedro Roda            | Rafael Moreno            | Rafael Pardo                 |
| Carlos Cifuentes      | Jaime García             | Jaime Giraldo Ángel          |
| Norman Karin          | Coronel Cabas            | Coronel Hernando Navas Rubio |
| Steven Salme          | Viceministro Efraín Mesa | Eduardo Mendoza de la Torre  |
| Andrés Suárez         | Antonio Arango           | Andrés Pastrana              |
| Tatiana Rentería      | Primera dama de Arango   | Nohra Puyana de Pastrana     |
| Juan Carlos Messier   | Alberto Otero            | Fernando Botero Zea          |
| Felipe Galofre        | Gobernador de Antioquia  | Álvaro Uribe Vélez           |
| Daniel Rocha          | Gobernador de Sucre      | Salvador Arana               |
| Walter Luengas        | Luis Carlos Galán        | Luis Carlos Galán            |
| Juan Carlos Serrano   | Rodrigo Lara Bonilla     | Rodrigo Lara Bonilla         |
| Santiago Soto         | Alfredo Gómez            | Álvaro Gómez Hurtado         |
| Christian Gómez       | Yair Urrego              | Jairo Ortega                 |
| Herbert King          | Otto Páez                | Eudaldo Díaz Salgado         |
| Myriam de Lourdes     | Isabel Mariño            | Gloria Cuartas               |
| Bernardo Restrepo     | Yamid Amat               | Yamid Amat                   |
| Julio Sánchez Cóccaro | Orlando Troya            | Horacio Serpa                |
| Isabela Córdoba       | Sofía Rumiére            | Claudia Gurisatti            |
| Rafael Henríquez      | Andrés Escobar           | Andrés Escobar               |

### Miembros de la policía y ejército
| Actor               | Papel                  | Personaje real             |
| ------------------- | ---------------------- | -------------------------- |
| Alberto Palacio     | General Rito Badillo   | General Rito Alejo del Río |
| Juan Carlos Solarte | Coronel Daniel Góngora | Coronel Danilo González    |
| Andres Soleibe      | Mayor Hugo Pallomar    | Mayor Hugo Aguilar Naranjo |
| Hermes Camelo       | General Murillo        | General Murillo            |
| Guillermo Blanco    | Coronel Álvaro Arévalo | Coronel Álvaro Arévalo     |
| Piero Melotti       | Capitán Zapata         | Capitán Zapata             |

### Miembros del ECAR y M-19
| Actor                     | Papel                        | Personaje real                       |
| ------------------------- | ---------------------------- | ------------------------------------ |
| Iván Rodríguez            | Miguel Miranda "Punto-Fijo"  | Manuel Marulanda Vélez "Tirofijo"    |
| Alberto Pujol             | Comandante Briñez "Morrocoy" | Jorge Briceño Suárez "El Mono Jojoy" |
| Luis Miguel Hurtado       | Alfonso Ocampo               | Guillermo León Saenz "Alfonso Cano"  |
| William Mesa              | Ramiro Rey                   | Raul Reyes                           |
| Rashed Estefenn Rodríguez | César Navarro/Carlos Pizano  | Carlos Pizarro Leongómez             |
| Fernando Arango           | Gilberto Montañéz 'Montaña'  | Gilberto Montañéz 'Montaña'          |
| Conrado Osorio            | Salvador                     | Salvador                             |
| Alberto Cardeño           | Comandante del ECAR          | Comandante del ECAR                  |

### Cartel de Cali y aliados
| Actor               | Papel                   | Personaje real              |
| ------------------- | ----------------------- | --------------------------- |
| Luis Enrique Roldán | Alberto Ramírez Rajuela | Gilberto Rodríguez Orejuela |
| Harold Fonseca      | Manuel Ramírez Rajuela  | Miguel Rodríguez Orejuela   |
| Carlos Congote      | Giuseppe Santamaría     | José Santacruz Londoño      |
| Mauricio Goyeneche  | Hermes Valenzuela       | Hélmer Herrera Buitrago     |
| Ana Bolena Mesa     | Elsa Montoya            | Elizabeth Montoya           |
| Alejandro Gutiérrez | Santiago Medina         | Santiago Medina             |

### Cartel del Norte del Valle y otros personajes
| Actor                      | Papel                       | Personaje real                         |
| -------------------------- | --------------------------- | -------------------------------------- |
| Pedro Mogollón             | Juvino                      | Juvino                                 |
| Mauricio Cujar             | Alias "Raspón"              | Luis Hernando Gómez "Rasguño"          |
| Javier Sáenz               | Alias "Bisturí"             | Juan Carlos Ortiz Escobar "Cuchilla"   |
| Luis Fernando Salas        | Alias "Chuleta"             | Juan Carlos Ramírez Abadía "Chupeta"   |
| Luis Eduardo Motoa         | Embajador de Estados Unidos | Myles Frechette                        |
| Ricardo Mera Solarte       | Alfredo Puerta              | Héctor Germán Buitrago "Martín Llanos" |
| Alfredo Cuellar            | Alias "JC"                  | Luis Eduardo Linares "HK"              |
| Mauricio Figueroa          | Empresario Leyton           | Empresario Leyton                      |
| Ricardo Vélez              | Empresario Santamaría       | Juan Manuel Santos                     |
| Victor Cifuentes           | Empresario                  | Empresario                             |
| Luis Fernando Orozco       | Empresario                  | Empresario                             |
| Isaac Montealegre          | Adrián Cuadrado             | Adrián Cuadrado                        |
| Brian Moreno               | Aurelio Miranda             | Aurelio Miranda                        |
| Saín Castro                | Eliecér Jimenez             | Eliecér Jimenez                        |
| Adriana Osorio             | Mamá de Karina              | Mamá de Karina                         |
| Andrea Ribelles            | Martha                      | Martha                                 |
| Constanza Gutiérrez        | Mamá de Alicia              | Mamá de Alicia                         |
| Julio del Mar              | Don Asdrúbal                | Don Asdrúbal                           |
| María Emilia Kamper        | Mamá de Karen               | Mamá de Karen                          |
| David Guerrero             | Alcalde de Amalfi           | Alcalde de Amalfi                      |
| Maruia Shelton             | María Isabela, periodista   | María Isabela, periodista              |
| Adriana Silva              | Laura Galeón                | Mireya Galeano                         |
| Humberto Arango            | Alcalde de Puerto Boyacá    | Alcalde de Puerto Boyacá               |
| Matilde Lemaitre           | Karen                       | Karen                                  |
| Daniel Medina              | Doctor Frank Viviescas      | Doctor Frank Viviescas                 |
| Barbaro Marin              | Andrew Miller               | Javier Peña                            |
| Beatriz Ramírez            | Mamá de Keni                | Mamá de Keni                           |
| Claudia Rocío Mora Hurtado | Carmen                      | Carmen                                 |
| María Cristina Galindo     | Mercedes, mamá de Carolina  | Mercedes, mamá de Carolina             |
| Wilderman García           | Aldeano                     | Aldeano                                |
| Jairo Ordóñez              | Martin                      | Martin                                 |
| Carlos Molina              | Feligres                    | Feligres                               |

### Amantes
| Actor                   | Papel            | Personaje real   |
| ----------------------- | ---------------- | ---------------- |
| Carina Cruz             | Carina Londoño   | Carina Londoño   |
| Estefanía Piñeres Duque | Carolina Jimenez | Carolina Jimenez |
| Carolina Coll           | Susana           | Susana           |
| Emilia Ceballos         | Alicia Ríos      | Alicia Ríos      |
| Juliana Daza            | Alejandra        | Alejandra        |
| Juliana Caballero       | Pamela           | Pamela           |

## Anacronismos
- En un episodio ambientado en 1992 los Castaño ordenaron el atentado contra el edificio Mónaco cuando dicho atentado se cometió en 1988 cuando los Castaño eran todavía aliados de Pablo Escobar.[8][9]

- En otro episodio ambientado en 1992, uno de los vehículos de la escolta de Carlos Castaño tiene una calcomanía del Pico y placa, medida de tránsito implementada en Bogotá desde 1998.[10][11]

- Durante la fuga de Escobar en 1992, se observa un anuncio de 'Se Busca' de Pablo Escobar y Gonzalo Rodríguez Gacha, cuando este último ya había caído abatido años atrás en 1989.

- Varios televisores son modelo 2002-2007 en escenas ambientadas en los años 90.

- Otra escena a mediados de los años 90 se muestra a Páez hablando por un celular modelo 2006, cuando para la época los celulares eran más grandes.

- En otro episodio ambientado a mediados de los 90, al entrar alias 'El Águila' a un bar acompañado de varios paramilitares, se ve un adorno en forma de Blackberry.

- El asesinato del abogado Guido Parra Montoya se da en 1993, en la serie se muestra a mediados de 1992 cuando Escobar está aun en la cárcel La Catedral, pero al año siguiente se le muestra vivo y su asesinato a manos de los Pepes.

- En algunas escenas sobre atentados con carros-bomba por órdenes de Pablo Escobar en 1992, se muestran fotos de la sede del diario El Espectador y la sede del DAS, bombardeadas en 1989.

- No se mencionan los primeros nombres de las autodefensas; Los tangueros, ni Muerte a Revolucionarios del Nordeste (MRN).

- Las masacres cometidas por las autodefensas entre los años 80 y 90 no son mostradas físicamente, aunque se muestran algunas sin nombre propio, las únicas mencionada son la de la hacienda 'Honduras' y la de Pichilín. El resto son apenas mencionadas por Isabel Mariño en los capítulos finales.

- No se mencionan los movimientos políticos pro-paramilitares Movimiento de Renovación Nacional (MORENA) ni la Asociación Campesina de Ganaderos y Agricultores del Magdalena Medio (Acdegam).

- Varias tomas enfocadas hacia el Palacio de Nariño muestran el edificio cercano de la DIAN, aunque con su logotipo actual y no con el de la época.

- En la serie no aparece ni se menciona a Jorge 40, quien es considerado pieza clave en la expansión de las AUC en la región Caribe. Tampoco aparecen ni son mencionados Hernán Giraldo, Arnubio Triana y Pablo Emilio Guarín.

- No se mencionan los asesinatos de Héctor Abad Gómez ni el de Eduardo Umaña Mendoza.

- En la serie se muestra a Fernando Botero Zea (Alberto Otero en la serie) como ministro de defensa, cuando en la vida real, Botero fue capturado por su participación en el Proceso 8000 siendo efímeramente ministro.

- Durante la instalación de los diálogos de paz en el Caguán (a inicios de 1999), se muestra una grabación televisada de los entonces candidatos presidenciales Horacio Serpa, Luis Eduardo Garzón e Ingrid Betancourt en un foro en la Zona de distensión, hecho ocurrido el 14 de febrero de 2002, poco antes del rompimiento de los diálogos.

- No se menciona el asesinato de Julio César Correa Valdés alias 'Julio Fierro'  a manos de Carlos Castaño.

- Un error cometido en la serie es la enemistad entre el Cartel del Norte del Valle y Carlos Castaño, cuando éste en la vida real fue mediador de varios de sus miembros.

- La serie comete varios errores respecto a la carrera de Jaime Garzón en la televisión; los personajes de Dioselina Tibaná (Daeneris en la serie) y Godofredo Cínico Caspa (Hitler Alfonso en la serie) se crearon para ¡Quac! El noticero (también producida por RTI) en 1995 hasta su cierre en 1998 y no entre 1991 y 1993 cuando Zoociedad era emitido, aunque los personajes Moncho Lentejería, Emerson de Francisco (en la serie Edgardo de la Torre) y el propio Garzón como presentador, a veces como Emerson de Francisco también de Zoociedad, son puestos en el mismo programa, aunque erróneamente también puestos en ¡Quac!. Igualmente el personaje de Maria Leona Santodomingo (interpretada en el show real por Diego León Hoyos) es también propia de ¡Quac! y no de Zoociedad.[12][13][14]
- Otro error en la carrera de Jaime Garzón es cuando se le muestra trabajando para una sola empresa televisiva, cuando realmente trabajó primero en Producciones Cinevisión; luego en RTI Televisión; posteriormente en CM& y finalmente en Caracol Televisión conjuntamente con Radionet poco antes de su asesinato.
- Las entrevistas de Heriberto De La Calle (Aristides Bayona en la serie) dadas a los entonces candidatos presidenciales en 1998 distan de las hechas en la vida real.
- En la vida real, Claudia Gurisatti (Sofía en la serie), nunca trabajó ni sostuvo una relación con Jaime Garzón, ni trabajó junto a Yamid Amat.
- En la vida real, durante la instalación de la mesa de diálogos en el Caguán, Claudia Gurisatti fue una de las primeras periodistas en presentarse al momento y lugar (junto a Juan Gossaín), de la misma manera que Jaime Garzón quien era uno de los facilitadores. En la serie; Jairo (Jaime) y Sofía (Claudia) están juntos en una clínica tras un intento de suicidio de la segunda.
- A diferencia de la serie, en la vida real la relación entre Andrés Pastrana y Jaime Garzón era más cercana, aunque bien se sabía de su distanciamiento después de que Pastrana en su época de Alcalde Mayor de Bogotá, había destituido a Garzón como alcalde de Sumapaz.
- No se menciona la Toma de Mitú ocurrida poco antes de la instalación de los diálogos de paz, hecho que Carlos Castaño usaba continuamente para criticar ante los medios dichos diálogos de paz.

- Se hace muy poca mención al exterminio de la Unión Patriótica y a la participación de Carlos Castaño en el asesinato de José Santacruz Londoño, hechos en los cuales se ha comprobado la participación activa de los Castaño.

- En otro episodio ambientado en 1995 se menciona la captura de los Rodríguez Orejuela a raíz de la muerte de Álvaro Gómez Hurtado, cuando este magnicidio ocurrió meses después de las capturas de los jefes del Cartel de Cali.

- En el episodio ambientado en 1993 cuando dan de baja a Pablo Escobar, se muestra que la fecha del operativo es el 3 de diciembre, cuando en la vida real Escobar fue asesinado el 2 de diciembre.

- En un episodio, Alfredo Gómez (Álvaro Gómez) ataca desde su periódico El Ciudadano (El Nuevo Siglo) desde antes de la elección y posesión de Sander. En la vida real, Álvaro Gómez en principio defendió a Samper pero después escribió contra éste al comprobarse la filtración de dineros del narcotráfico. Así mismo se muestra el nombre del Proceso 2000 (en la serie) antes de las elecciones y el fiscal Alfonso Valdivieso quien en la vida real tomó el caso desde 1995.

- Cuando las ECAR muestran pruebas de supervivencia de sus secuestrados, entre ellos los indigenistas estadounidenses e Ingrid Betancourt demacrados. Dicha prueba fue presentada a mediados de 2007 y no en 2003 como se muestra en la serie. Esto, debido a que Noticias Uno y el periodista Jorge Enrique Botero, quienes publicaron dichas pruebas de supervivencia de forma exclusiva, se negaron a prestar sus trabajos fílmicos debido a su oposición a la serie.

- Por cuestiones de derechos de autor frente a Caracol Televisión, se obvia la entrevista de Carlos Castaño con Darío Arizmendi en el programa Cara a Cara, una de las primeras en las que Castaño se da a conocer a nivel nacional.

- En varios episodios se les cambia el nombre a los personajes; por ejemplo, Cesar Navarro pasa a llamarse Carlos Pizano, Enrique Sánder pasa a llamarse Ernesto.

## Controversia
La serie ha sido criticada por académicos, periodistas, defensores de derechos humanos, víctimas del paramilitarismo y ciudadanos indignados por su falta de rigor y sus diálogos que revictimizan a diversos sectores sociales que fueron víctimas de esta fuerza armada ilegal que crearon los hermanos Vicente, Fidel y Carlos Castaño Gil, sobre quienes gira la producción, similar a una polémica por supuesta apología al narcotráfico en la serie Pablo Escobar, el patrón del mal. Al mismo tiempo, la Diócesis de Quibdó también criticó la serie al no destacar el papel de la Iglesia durante la Masacre de Bojayá.
Al mismo tiempo, la serie ha sido fuertemente muy criticada por uno de los ex-paramilitares más notorios y 'legendarios' de las AUC, y en su momento un alto rango como Jesús Ignacio Roldán Pérez alias Monoleche (jefe de escoltas/sicarios de las AUC, guardaespaldas de Vicente Castaño, y confeso asesino de Carlos Castaño), ya que muestran eventos que según 'Monoleche' asegura muy seriamente de que no sucedieron en la vida real, y que éstas escenas le ocasionaron problemas con sus familiares y especialmente con sus hijos menores de edad en aquel entonces, los cuales según Jesús Ignacio Roldán, sus hijos con ojos en lágrimas y en negación entraron a su celda a reclamarle a su padre de que sus compañeros de escuela les criticaban y les decían: "Que ellos eran hijos de un padre psicópata y traidor", entre lo que se destaca la escena de un joven Monoleche (interpretado por Sebastián Rendón) perturbado con el brazo cercenado de un campesino, y juró demandar a Gustavo Bolívar, aunque por las artimañas y los vacíos legales que tiene la ley, se desconoce si finalmente 'Monoleche' procedió a demandar a Gustavo Bolívar.
Julián Román, quien interpretó a Carlos Castaño, poco antes del estreno y en el desarrollo de la serie recibió amenazas de muerte por interpretar a Carlos Castaño, Julián Román expresó su repudio al paramilitarismo y a las acciones de Carlos Castaño y del papel de la persona quien interpretaba y su manual para hacer desaparecer a sus víctimas en las AUC, sin embargo, manifestó de que es un profesional y tiene que hacer su trabajo como actor dejando a un lado sus pensamientos, sentimientos u opiniones.

## Premios y nominaciones

### Premios India Catalina
| Edición                                        | Categoría                                                            | Nominado(s)                     | Resultado | Ref.          |
| ---------------------------------------------- | -------------------------------------------------------------------- | ------------------------------- | --------- | ------------- |
| XXX Premios India Catalina 15 de marzo de 2014 | Mejor actor protagónico de serie                                     | Julián Román                    | Nominado  | [ 24 ] [ 25 ] |
| XXX Premios India Catalina 15 de marzo de 2014 | Mejor actriz de reparto de telenovela o serie                        | Eileen Moreno                   | Nominada  | [ 24 ] [ 25 ] |
| XXX Premios India Catalina 15 de marzo de 2014 | Mejor actor de reparto de telenovela o serie                         | Elkin Díaz                      | Nominado  | [ 24 ] [ 25 ] |
| XXX Premios India Catalina 15 de marzo de 2014 | Mejor adaptación de obra literaria o libreto para telenovela o serie | Gustavo Bolívar y Yesmer Uribe. | Nominados | [ 24 ] [ 25 ] |

### Premios TVyNovelas
| Edición                                       | N.º de Nominaciones | Categoría        | Resultado |
| --------------------------------------------- | ------------------- | ---------------- | --------- |
| XXIII: Premios TVyNovelas 29 de marzo de 2014 | 2 Nominaciones      | Mejor Producción | Nominados |